# Médaille pour actes héroïques
La médaille des actes héroïques a été instituée en Norvège par résolution royale le 19 août 1885 et est décernée pour des actions honorables dans le sauvetage de vies ou un acte comparable. Il y avait à l’origine trois classes, mais à partir de 1905, la médaille a été décernée seulement en or et en argent. Pour être récompensé en or, le récipiendaire doit avoir commis un sauvetage de vies exceptionnellement notable, lors duquel la vie du sauveteur a été mise en danger. 

## Description
La médaille est surmontée de la couronne de Norvège et l’avers présente le portrait, le nom et le titre du monarque régnant. À l’heure actuelle, le portrait est celui du roi de Norvège Harald V et l’inscription est « Harald den 5, Norges Konge » (Harald le cinquième, roi de Norvège). Le revers comporte deux branches de chêne encerclant les mots « For edel dåd » (« Pour acte noble »). Le ruban est aux couleurs nationales de la Norvège : rouge, blanc et bleu.